# 海桐花
海桐（学名：Pittosporum tobira），海桐科海桐属植物，又名海桐花。

## 形态
常绿的小乔木或灌木，最高可达3米。倒卵状长椭圆形较厚的叶子，有光泽；花期5月开芬芳的白色五瓣花，花聚集小枝顶上成伞形，后来花变黄色；果熟期在10月，卵形蒴果，成熟後果实三裂。

## 分布
原产于日本、韩国、台湾和中国南部沿海，生长于林下或沟边，常被栽植于路旁。

## 药用
根、叶子和种子都可以入药，根可以祛风活络、散瘀止痛；叶可以解毒、止血；种子可以涩肠、固精。

## 外部連結
- （繁體中文）（英文）海桐 Haitong （页面存档备份，存于） 藥用植物圖像資料庫 (香港浸會大學中醫藥學院)

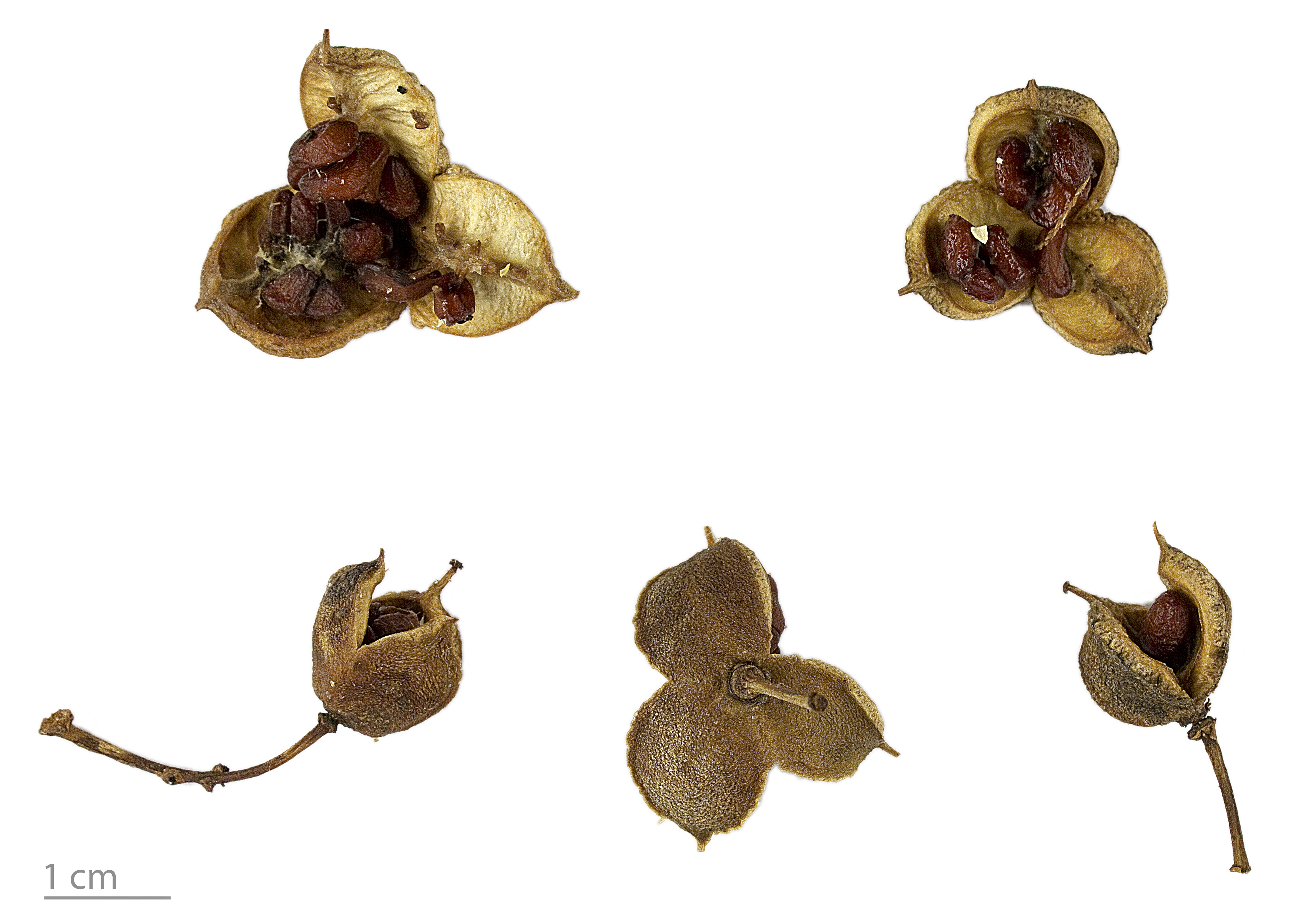
Museum specimen
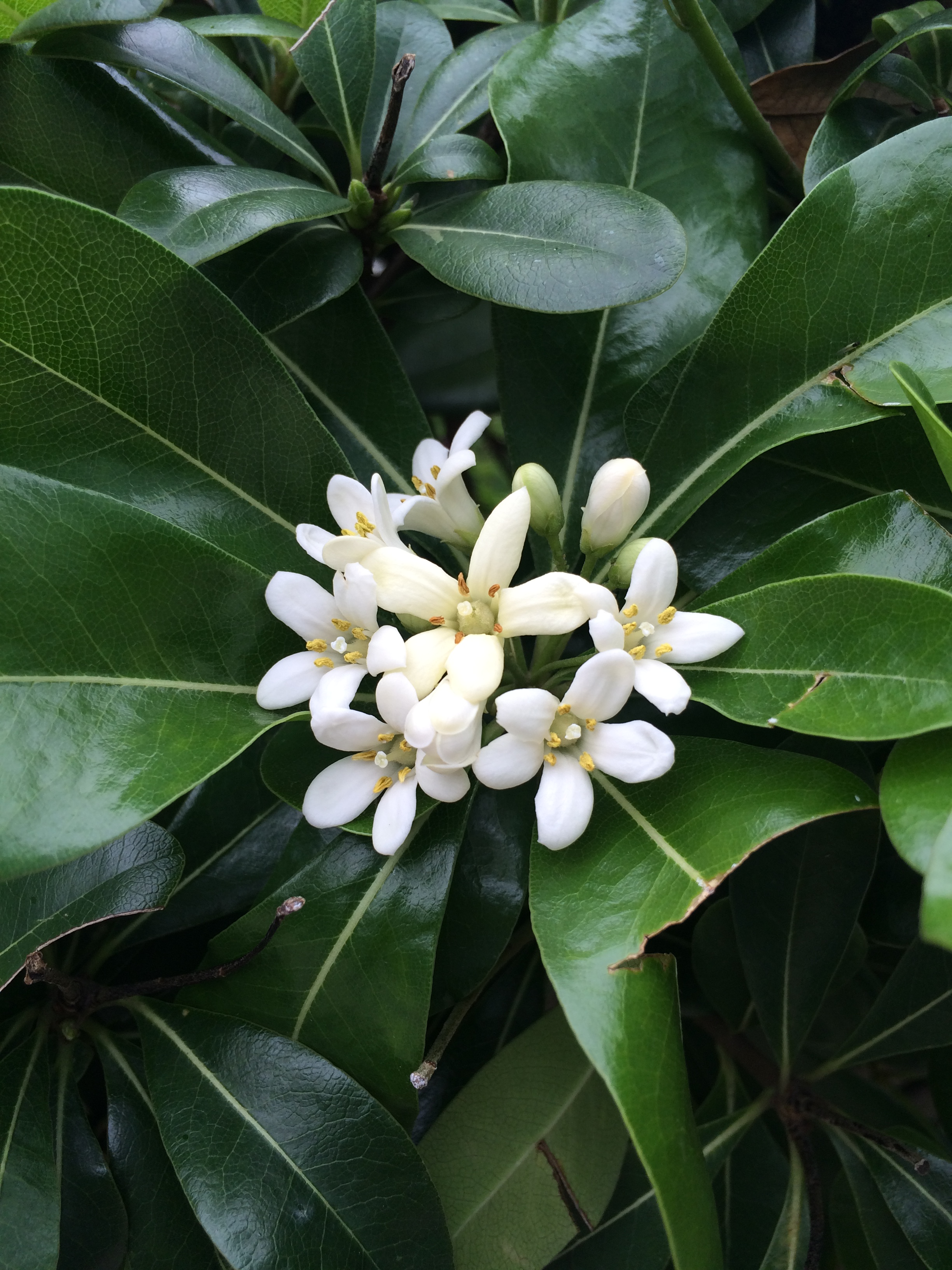
海桐花